# ورزشگاه آلبرتو براگلیا
 ورزشگاه آلبرتو براگلیا  (به ایتالیایی: Stadio Alberto Braglia) ورزشگاهی در شهر مودنا در کشور ایتالیا است.
بازی‌های خانگی باشگاه فوتبال مودنا در این ورزشگاه برگزار می‌شود.